# Ceraspis nivea
Ceraspis nivea är en skalbaggsart som beskrevs av Jean Guillaume Audinet Serville 1825. Ceraspis nivea ingår i släktet Ceraspis och familjen Melolonthidae. Inga underarter finns listade i Catalogue of Life.